# چاله قرا
چاله قره(کاشان)، روستایی از توابع بخش مرکزی شهرستان کاشان در استان اصفهان ایران است.
معرفي روستا
روستاي چاله قره در حدود ٣٤ كيلومتري جنوب شهرستان كاشان در جاده قدیم نطنز با قدمتي بالغ بر ٤٠٠ سال واقع شده است.
مردمان روستا از راه دامداري و كشاورزي و يا با بازگشت از شهرستان كاشان از طريق حقوق بازنشستگي امرار معاش ميكنند
از مزاياي مردمان روستا انسجام و حدت و توجه به اقوام و فاميل بخصوص در مواقع وقوع مشكلات هست.
روزهاي ملي و مذهبي معمولا روستا ميزبان مردمان زيادي است كه پدرانشان يا خودشان از روستا مهاجرت كرده اند
وجود وقايع تاريخي همچون توليد فيلمهاي ايراني و خارجي در بررسي تاريخي قابل گفتني است
از طوایف معروف روستا:شاکری، محمودی فرد، فلاح، طائفی، کاظمی ، رحمتی، صابری؛ دهقانی؛ حلاجی؛ میرزاپور؛ رئوفی؛جوکار؛ غیبی؛خدائی و کریمیان‌پور می‌باشد.

## جمعیت
این روستا در دهستان خرم‌دشت قرار دارد و براساس سرشماری مرکز آمار ایران در سال ۱۳۸۵، جمعیت آن ۴۴ نفر (۲۲خانوار) بوده‌است.